# Sommer-Paralympics 2020/Schwimmen
Bei den Sommer-Paralympics 2020 in Tokio wurden in insgesamt 146 Wettbewerben im Schwimmen Medaillen vergeben. Die Entscheidungen fielen zwischen dem 24. August und dem 5. September 2021 im Tokyo Aquatics Centre. Nach Leichtathletik war diese Sportart die mit den meisten Entscheidungen und teilnehmenden Athleten.

## Klassifizierung
Schwimmen ist die einzige Sportart, die die funktionellen Bedingungen des Gliedmaßenverlusts, der Hirnschädigung, der Rückenmarkschädigung und andere Behinderungen quer durch alle Startklassen in Beziehung setzt.
- Die Startklassen S1-S10, SB1-SB9, SM1-SM10 gelten für alle Körperbehinderten,
- die Startklassen S11-S13, SB11-SB13, SM11-SM13 gelten für die Sehbehinderten,
- die Startklassen S14, SB14, SM14 gelten für Sportler mit einer geistigen Behinderung.

Niedrige Ziffern bei den Körper- und Sehbehinderten zeigen deutlich stärkere Behinderungen an als hohe Ziffern.
- S: Freistil-, das Rücken- und das Schmetterlingsschwimmen.
- SB: Brustschwimmen
- SM: Lagenschwimmen.

In jeder Startklasse dürfen Schwimmer, mit Rücksicht auf ihre Behinderung, mit einem Startsprung oder vom Beckenrand aus oder direkt aus dem Wasser starten. Dies wird durch einen Unterparameter berücksichtigt.

## Ergebnisse Männer

### 50 Meter Freistil
| Klasse | Goldmedaille | Goldmedaille              | Goldmedaille | Silbermedaille | Silbermedaille        | Silbermedaille | Bronzemedaille | Bronzemedaille                 | Bronzemedaille |
| Klasse | Land         | Sportler                  | Zeit (s)     | Land           | Sportler              | Zeit (s)       | Land           | Sportler                       | Zeit (s)       |
| ------ | ------------ | ------------------------- | ------------ | -------------- | --------------------- | -------------- | -------------- | ------------------------------ | -------------- |
| S3     | MEX          | Diego López Díaz          | 44,66        | CHN            | Zou Liankang          | 45,25          | UKR            | Denys Ostaptschenko            | 45,95          |
| S4     | ISR          | Ami Omer Dadaon           | 37,21        | JPN            | Takayuki Suzuki       | 37,70          | ITA            | Luigi Beggiato                 | 38,12          |
| S5     | CHN          | Zheng Tao                 | 30,31        | CHN            | Yuan Weiyi            | 31,11          | CHN            | Wang Lichao                    | 31,35          |
| S7     | UKR          | Andrij Trussow            | 27,43        | COL            | Carlos Serrano Zárate | 27,84          | UKR            | Jewhenij Bohodajko             | 27,99          |
| S9     | ITA          | Simone Barlaam            | 24,71        | RPC            | Denis Tarassow        | 24,99          | USA            | Jamal Hill                     | 25,19          |
| S10    | AUS          | Rowan Crothers            | 23,21        | UKR            | Maksym Krypak         | 23,33          | BRA            | Phelipe Andrews Melo Rodrigues | 23,50          |
| S11    | BRA          | Wendell Belarmino Pereira | 26,03        | CHN            | Hua Dongdong          | 26,18          | LTU            | Edgaras Matakas                | 26,38          |
| S13    | BLR          | Ihar Boki                 | 23,21        | UKR            | Illja Jaremenko       | 23,70          | UKR            | Maksym Weraksa                 | 23,83          |

### 100 Meter Freistil
| Klasse | Goldmedaille | Goldmedaille        | Goldmedaille | Silbermedaille | Silbermedaille       | Silbermedaille | Bronzemedaille | Bronzemedaille             | Bronzemedaille |
| Klasse | Land         | Sportler            | Zeit (min)   | Land           | Sportler             | Zeit (min)     | Land           | Sportler                   | Zeit (min)     |
| ------ | ------------ | ------------------- | ------------ | -------------- | -------------------- | -------------- | -------------- | -------------------------- | -------------- |
| S4     | JPN          | Takayuki Suzuki     | 1:21,58      | ITA            | Luigi Beggiato       | 1:23,21        | RPC            | Roman Schdanow             | 1:26,95        |
| S5     | ITA          | Francesco Bocciardo | 1:09,56      | CHN            | Wang Lichao          | 1:10,45        | BRA            | Daniel de Faria Dias       | 1:10,80        |
| S6     | ITA          | Antonio Fantin      | 1:03,71      | COL            | Nelson Crispin Corzo | 1:04,82        | BRA            | Talisson Henrique Glock    | 1:05,45        |
| S8     | AUS          | Ben Popham          | 0:57,37      | RPC            | Andrei Nikolajew     | 0:57,69        | GRE            | Dimosthenis Michalentzakis | 0:58,73        |
| S10    | UKR          | Maksym Krypak       | 0:50,64      | AUS            | Rowan Crothers       | 0:51,37        | ITA            | Stefano Raimondi           | 0:51,45        |
| S12    | AZE          | Raman Salei         | 0:52,69      | UKR            | Maksym Weraksa       | 0:52,87        | GBR            | Stephen Clegg              | 0:53,43        |

### 200 Meter Freistil
| Klasse | Goldmedaille | Goldmedaille                      | Goldmedaille | Silbermedaille | Silbermedaille       | Silbermedaille | Bronzemedaille | Bronzemedaille            | Bronzemedaille |
| Klasse | Land         | Sportler                          | Zeit (min)   | Land           | Sportler             | Zeit (min)     | Land           | Sportler                  | Zeit (min)     |
| ------ | ------------ | --------------------------------- | ------------ | -------------- | -------------------- | -------------- | -------------- | ------------------------- | -------------- |
| S2     | BRA          | Gabriel Geraldo dos Santos Araujo | 4:06,52      | CHI            | Alberto Abarza       | 4:14,17        | RPC            | Wladimir Danilenko        | 4:15,95        |
| S3     | UKR          | Denys Ostaptschenko               | 3:21,62      | MEX            | Diego López Díaz     | 3:23,57        | MEX            | Jesús Hernández Hernández | 3:23,93        |
| S4     | ISR          | Ami Omer Dadaon                   | 2:44,84      | JPN            | Takayuki Suzuki      | 2:55,15        | RPC            | Roman Schdanow            | 2:58,48        |
| S5     | ITA          | Francesco Bocciardo               | 2:26,76      | ESP            | Antoni Ponce Bertran | 2:35,20        | BRA            | Daniel de Faria Dias      | 2:38,61        |
| S14    | GBR          | Reece Dunn                        | 1:52,40      | BRA            | Gabriel Bandeira     | 1:52,74        | RPC            | Wjatscheslaw Jemeljanzew  | 1:55,58        |

### 400 Meter Freistil
| Klasse | Goldmedaille | Goldmedaille            | Goldmedaille | Silbermedaille | Silbermedaille         | Silbermedaille | Bronzemedaille | Bronzemedaille      | Bronzemedaille |
| Klasse | Land         | Sportler                | Zeit (min)   | Land           | Sportler               | Zeit (min)     | Land           | Sportler            | Zeit (min)     |
| ------ | ------------ | ----------------------- | ------------ | -------------- | ---------------------- | -------------- | -------------- | ------------------- | -------------- |
| S6     | BRA          | Talisson Henrique Glock | 4:54,42      | ITA            | Antonio Fantin         | 4:55,70        | RPC            | Wjatscheslaw Lenski | 5:04,84        |
| S7     | ISR          | Mark Malyar             | 4:31,06      | UKR            | Andrij Trussow         | 4:35,56        | USA            | Evan Austin         | 4:38,95        |
| S8     | RPC          | Andrei Nikolajew        | 4:25,16      | ITA            | Alberto Amodeo         | 4:25,93        | USA            | Matthew Torres      | 4:28,47        |
| S9     | AUS          | William Martin          | 4:10,25      | FRA            | Ugo Didier             | 4:11,33        | AUS            | Alexander Tuckfield | 4:13,54        |
| S10    | UKR          | Maksym Krypak           | 3:59,62      | NED            | Bas Takken             | 4:02,02        | AUS            | Thomas Gallagher    | 4:03,91        |
| S11    | NED          | Rogier Dorsman          | 4:28,47      | JPN            | Uchu Tomita            | 4:31,69        | CHN            | Hua Dongdong        | 4:34,89        |
| S13    | BLR          | Ihar Boki               | 3:58,18      | UKR            | Kyrylo Haraschtschenko | 4:02,07        | FRA            | Alex Portal         | 4:06,49        |

### 50 Meter Rücken
| Klasse | Goldmedaille | Goldmedaille                      | Goldmedaille | Silbermedaille | Silbermedaille      | Silbermedaille | Bronzemedaille | Bronzemedaille                 | Bronzemedaille |
| Klasse | Land         | Sportler                          | Zeit (min)   | Land           | Sportler            | Zeit (min)     | Land           | Sportler                       | Zeit (min)     |
| ------ | ------------ | --------------------------------- | ------------ | -------------- | ------------------- | -------------- | -------------- | ------------------------------ | -------------- |
| S1     | ISR          | Iyad Shalabi                      | 1:11,79      | UKR            | Anton Kol           | 1:13,78        | ITA            | Francesco Bettella             | 1:14,87        |
| S2     | BRA          | Gabriel Geraldo dos Santos Araujo | 0:53,96      | CHI            | Alberto Abarza      | 0:57,76        | RPC            | Wladimir Danilenko             | 0:59,47        |
| S3     | CHN          | Zou Liankang                      | 0:45,25      | UKR            | Denys Ostaptschenko | 0:45,57        | MEX            | Diego Lopez Diaz               | 0:45,66        |
| S4     | RPC          | Roman Schdanow                    | 0:40,99      | CZE            | Arnošt Petráček     | 0:41,26        | MEX            | Angel de Jesus Camacho Ramirez | 0:43,25        |
| S5     | CHN          | Zheng Tao                         | 0:31,42      | CHN            | Ruan Jingsong       | 0:32,97        | CHN            | Wang Lichao                    | 0:33,38        |

### 100 Meter Rücken
| Klasse | Goldmedaille | Goldmedaille         | Goldmedaille | Silbermedaille | Silbermedaille                    | Silbermedaille | Bronzemedaille | Bronzemedaille     | Bronzemedaille |
| Klasse | Land         | Sportler             | Zeit (min)   | Land           | Sportler                          | Zeit (min)     | Land           | Sportler           | Zeit (min)     |
| ------ | ------------ | -------------------- | ------------ | -------------- | --------------------------------- | -------------- | -------------- | ------------------ | -------------- |
| S1     | ISR          | Iyad Shalabi         | 2:28,04      | UKR            | Anton Kol                         | 2:28,29        | ITA            | Francesco Bettella | 2:32,08        |
| S2     | CHI          | Alberto Abarza       | 2:00,40      | BRA            | Gabriel Geraldo dos Santos Araújo | 2:02,47        | RPC            | Wladimir Danilenko | 2:02,74        |
| S6     | CHN          | Jia Hongguang        | 1:12,72      | ARG            | Matías de Andrade                 | 1:15,40        | CRO            | Dino Sinovčić      | 1:15,74        |
| S7     | UKR          | Andrij Trussow       | 1:08,14      | ARG            | Pipo Carlomagno                   | 1:08,83        | ISR            | Mark Malyar        | 1:10,08        |
| S8     | USA          | Robert Griswold      | 1:02,55      | ESP            | Iñigo Llopis Sanz                 | 1:06,82        | CHN            | Liu Fengqi         | 1:07,09        |
| S9     | RPC          | Bogdan Mosgowoi      | 1:01,65      | BLR            | Jahor Schtschalkanau              | 1:01,96        | AUS            | Timothy Hodge      | 1:02,16        |
| S10    | UKR          | Maksym Krypak        | 0:57,19      | ITA            | Stefano Raimondi                  | 0:59,36        | FRA            | Florent Marais     | 1:01,30        |
| S11    | UKR          | Mychajlo Serbin      | 1:08,63      | UKR            | Wiktor Smyrnow                    | 1:09,36        | CHN            | Yang Bozun         | 1:09,62        |
| S12    | AZE          | Raman Salei          | 1:00,30      | UKR            | Serhij Klippert                   | 1:00,71        | GBR            | Stephen Clegg      | 1:01,27        |
| S13    | BLR          | Ihar Boki            | 0:56,36      | CAN            | Nicolas Guy Turbide               | 0:59,70        | RPC            | Wladimir Sotnikow  | 0:59,86        |
| S14    | AUS          | Benjamin James Hance | 0:57,73      | RPC            | Wjatscheslaw Jemeljanzew          | 0:59,05        | GBR            | Reece Dunn         | 0:59,97        |

### 50 Meter Schmetterling
| Klasse | Goldmedaille | Goldmedaille | Goldmedaille | Silbermedaille | Silbermedaille | Silbermedaille | Bronzemedaille | Bronzemedaille        | Bronzemedaille |
| Klasse | Land         | Sportler     | Zeit (s)     | Land           | Sportler       | Zeit (s)       | Land           | Sportler              | Zeit (s)       |
| ------ | ------------ | ------------ | ------------ | -------------- | -------------- | -------------- | -------------- | --------------------- | -------------- |
| S5     | CHN          | Zheng Tao    | 30,62        | CHN            | Wang Lichao    | 31,81          | CHN            | Yuan Weiyi            | 32,00          |
| S6     | CHN          | Wang Jingang | 30,81        | CHN            | Jia Hongguang  | 31,54          | COL            | Nelson Crispin Corzo  | 31,77          |
| S7     | USA          | Evan Austin  | 28,98        | UKR            | Andrij Trussow | 29,03          | COL            | Carlos Serrano Zárate | 29,34          |

### 100 Meter Schmetterling
| Klasse | Goldmedaille | Goldmedaille     | Goldmedaille | Silbermedaille | Silbermedaille      | Silbermedaille | Bronzemedaille | Bronzemedaille            | Bronzemedaille |
| Klasse | Land         | Sportler         | Zeit (min)   | Land           | Sportler            | Zeit (min)     | Land           | Sportler                  | Zeit (min)     |
| ------ | ------------ | ---------------- | ------------ | -------------- | ------------------- | -------------- | -------------- | ------------------------- | -------------- |
| S8     | USA          | Robert Griswold  | 1:02,03      | CHN            | Yang Feng           | 1:03,20        | UKR            | Denys Dubrow              | 1:03,23        |
| S9     | AUS          | William Martin   | 0:57,19      | ITA            | Simone Barlaam      | 0:59,43        | RPC            | Alexander Skaljuch        | 1:00,54        |
| S10    | UKR          | Maksym Krypak    | 0:54,15      | ITA            | Stefano Raimondi    | 0:55,04        | AUS            | Col Pearse                | 0:57,66        |
| S11    | JPN          | Keiichi Kimura   | 1:02,57      | JPN            | Uchu Tomita         | 1:03,59        | BRA            | Wendell Belarmino Pereira | 1:05,20        |
| S13    | BLR          | Ihar Boki        | 0:53,80      | UKR            | Oleksij Wirtschenko | 0:56,16        | UZB            | Islam Aslanov             | 0:57,12        |
| S14    | BRA          | Gabriel Bandeira | 0:54,76      | GBR            | Reece Dunn          | 0:55,12        | AUS            | Benjamin Hance            | 0:56,90        |

### 50 Meter Brust
| Klasse | Goldmedaille | Goldmedaille      | Goldmedaille | Silbermedaille | Silbermedaille  | Silbermedaille | Bronzemedaille | Bronzemedaille            | Bronzemedaille |
| Klasse | Land         | Sportler          | Zeit (s)     | Land           | Sportler        | Zeit (s)       | Land           | Sportler                  | Zeit (s)       |
| ------ | ------------ | ----------------- | ------------ | -------------- | --------------- | -------------- | -------------- | ------------------------- | -------------- |
| SB2    | MEX          | Arnulfo Castorena | 0:59,25      | AUS            | Grant Patterson | 1:01,79        | MEX            | Jesús Hernández Hernández | 1:02,27        |
| SB3    | RPC          | Roman Schdanow    | 0:46,49      | ESP            | Miguel Luque    | 0:49,08        | JPN            | Takayuki Suzuki           | 0:49,32        |

### 100 Meter Brust
| Klasse | Goldmedaille | Goldmedaille          | Goldmedaille | Silbermedaille | Silbermedaille          | Silbermedaille | Bronzemedaille | Bronzemedaille      | Bronzemedaille |
| Klasse | Land         | Sportler              | Zeit (min)   | Land           | Sportler                | Zeit (min)     | Land           | Sportler            | Zeit (min)     |
| ------ | ------------ | --------------------- | ------------ | -------------- | ----------------------- | -------------- | -------------- | ------------------- | -------------- |
| SB4    | RPC          | Dmitri Tschernjajew   | 1:31,96      | COL            | Moises Fuentes Garcia   | 1:35,86        | GRE            | Antonios Tsapatakis | 1:40,20        |
| SB5    | RPC          | Andrei Granitschka    | 1:25,13      | ESP            | Antoni Ponce Bertran    | 1:26,53        | CHN            | Li Junsheng         | 1:29,01        |
| SB6    | UKR          | Jewhenij Bohodajko    | 1:20,13      | COL            | Nelson Crispin Corzo    | 1:20,19        | AUS            | Matthew Levy        | 1:21,10        |
| SB7    | COL          | Carlos Serrano Zárate | 1:12,01      | RPC            | Jegor Jefrossinin       | 1:16,43        | AUS            | Blake Cochrane      | 1:16,97        |
| SB8    | RPC          | Andrei Kalina         | 1:07,24      | ESP            | Oscar Salguero Galisteo | 1:09,91        | CHN            | Yang Guanglong      | 1:10,48        |
| SB9    | ITA          | Stefano Raimondi      | 1:05,35      | RPC            | Artem Issajew           | 1:07,45        | RPC            | Dmitri Bartassinski | 1:08,06        |
| SB11   | NED          | Rogier Dorsman        | 1:11,22      | JPN            | Keiichi Kimura          | 1:11,78        | CHN            | Yang Bozun          | 1:12,62        |
| SB12   | AZE          | Vali Israfilov        | 1:04,86      | UKR            | Oleksij Fedyna          | 1:05,62        | RPC            | Artur Saifutdinow   | 1:05,76        |
| SB13   | GER          | Taliso Engel          | 1:02,97      | USA            | David Henry Abrahams    | 1:04,38        | KAZ            | Nurdaulet Zhumagali | 1:05,20        |
| SB14   | JPN          | Naohide Yamaguchi     | 1:03,77      | AUS            | Jake Michel             | 1:04,28        | GBR            | Scott Quin          | 1:05,91        |

### 150 Meter Lagen
| Klasse | Goldmedaille | Goldmedaille              | Goldmedaille | Silbermedaille | Silbermedaille  | Silbermedaille | Bronzemedaille | Bronzemedaille  | Bronzemedaille |
| Klasse | Land         | Sportler                  | Zeit (min)   | Land           | Sportler        | Zeit (min)     | Land           | Sportler        | Zeit (min)     |
| ------ | ------------ | ------------------------- | ------------ | -------------- | --------------- | -------------- | -------------- | --------------- | -------------- |
| SM3    | MEX          | Jesús Hernández Hernández | 2:56,99      | AUS            | Ahmed Kelly     | 3:02,23        | AUS            | Grant Patterson | 3:05,57        |
| SM4    | RPC          | Roman Schdanow            | 2:21,17      | ISR            | Ami Omer Dadaon | 2:29,48        | JPN            | Takayuki Suzuki | 2:40,53        |

### 200 Meter Lagen
| Klasse | Goldmedaille | Goldmedaille         | Goldmedaille | Silbermedaille | Silbermedaille     | Silbermedaille | Bronzemedaille | Bronzemedaille        | Bronzemedaille |
| Klasse | Land         | Sportler             | Zeit (min)   | Land           | Sportler           | Zeit (min)     | Land           | Sportler              | Zeit (min)     |
| ------ | ------------ | -------------------- | ------------ | -------------- | ------------------ | -------------- | -------------- | --------------------- | -------------- |
| SM6    | COL          | Nelson Crispin Corzo | 2:38,12      | RPC            | Andrei Granitschka | 2:40,92        | CHN            | Jia Hongguang         | 2:41,29        |
| SM7    | ISR          | Mark Malyar          | 2:29,01      | UKR            | Andrij Trussow     | 2:29,99        | COL            | Carlos Serrano Zárate | 2:31,58        |
| SM8    | UKR          | Denys Dubrow         | 2:20,96      | CHN            | Xu Haijao          | 2:21,06        | CHN            | Yang Guanglong        | 2:21,53        |
| SM9    | RPC          | Andrei Kalina        | 2:14,90      | AUS            | Timothy Hodge      | 2:15,42        | FRA            | Ugo Didier            | 2:17,15        |
| SM10   | UKR          | Maksym Krypak        | 2:05,68      | ITA            | Stefano Raimondi   | 2:07,68        | NED            | Bas Takken            | 2:11,39        |
| SM11   | NED          | Rogier Dorsman       | 2:19,02      | UKR            | Mychajlo Serbin    | 2:27,97        | JPN            | Uchu Tomita           | 2:28,44        |
| SM13   | BLR          | Ihar Boki            | 2:02,70      | FRA            | Alex Portal        | 2:09,92        | NED            | Thomas van Wanrooij   | 2:10,79        |
| SM14   | GBR          | Reece Dunn           | 2:08,02      | BRA            | Gabriel Bandeira   | 2:09,56        | UKR            | Wassyl Krajnyk        | 2:09,92        |

### 4 × 100 Meter Freistil Staffel
| Klasse    | Goldmedaille | Goldmedaille                                       | Goldmedaille | Silbermedaille | Silbermedaille                                               | Silbermedaille | Bronzemedaille | Bronzemedaille                                              | Bronzemedaille |
| Klasse    | Land         | Sportler                                           | Zeit (min)   | Land           | Sportler                                                     | Zeit (min)     | Land           | Sportler                                                    | Zeit (min)     |
| --------- | ------------ | -------------------------------------------------- | ------------ | -------------- | ------------------------------------------------------------ | -------------- | -------------- | ----------------------------------------------------------- | -------------- |
| 34 Punkte | AUS          | Rowan Crothers William Martin Matt Levy Ben Popham | 3:44,31      | ITA            | Antonio Fantin Simone Ciulli Simone Barlaam Stefano Raimondi | 3:45,89        | UKR            | Jurij Boschynskyj Denys Dubrow Andrij Trussow Maksym Krypak | 3:47,40        |

### 4 × 100 Meter Lagen Staffel
| Klasse    | Goldmedaille | Goldmedaille                                                      | Goldmedaille | Silbermedaille | Silbermedaille                                         | Silbermedaille | Bronzemedaille | Bronzemedaille                                                    | Bronzemedaille |
| Klasse    | Land         | Sportler                                                          | Zeit (min)   | Land           | Sportler                                               | Zeit (min)     | Land           | Sportler                                                          | Zeit (min)     |
| --------- | ------------ | ----------------------------------------------------------------- | ------------ | -------------- | ------------------------------------------------------ | -------------- | -------------- | ----------------------------------------------------------------- | -------------- |
| 34 Punkte | RPC          | Bogdan Mosgowoi Andrei Kalina Alexander Skaljuch Andrei Nikolajew | 4:06,59      | AUS            | Timothy Hodge Timothy Disken William Martin Ben Popham | 4:07,70        | ITA            | Riccardo Menciotti Stefano Raimondi Simone Barlaam Antonio Fantin | 4:11,20        |

## Ergebnisse Frauen

### 50 Meter Freistil
| Klasse | Goldmedaille | Goldmedaille                  | Goldmedaille | Silbermedaille | Silbermedaille                     | Silbermedaille | Bronzemedaille | Bronzemedaille          | Bronzemedaille |
| Klasse | Land         | Sportler                      | Zeit (s)     | Land           | Sportler                           | Zeit (s)       | Land           | Sportler                | Zeit (s)       |
| ------ | ------------ | ----------------------------- | ------------ | -------------- | ---------------------------------- | -------------- | -------------- | ----------------------- | -------------- |
| S4     | AUS          | Rachael Watson                | 39,36        | ITA            | Arjola Trimi                       | 40,32          | ESP            | Marta Fernández Infante | 40,85          |
| S6     | UKR          | Jelysaweta Mereschko          | 33,11        | USA            | Elizabeth Marks                    | 33,15          | UKR            | Anna Hontar             | 33,40          |
| S8     | RPC          | Wiktorija Ischtschiulowa      | 29,91        | BRA            | Cecilia Kethlen Jeronimo de Araujo | 30,83          | ITA            | Xenia Francesca Palazzo | 31,17          |
| S10    | RPC          | Anastassija Gontar            | 27,38        | NED            | Chantalle Zijderveld               | 27,42          | CAN            | Aurélie Rivard          | 28,11          |
| S11    | CHN          | Ma Jia                        | 29,20        | CHN            | Li Guizhi                          | 29,72          | CYP            | Karolina Pelendritou    | 29,79          |
| S13    | BRA          | Maria Carolina Gomes Santiago | 26,82        | RPC            | Anna Kriwschina                    | 27,06          | ITA            | Carlotta Gilli          | 27,07          |

### 100 Meter Freistil
| Klasse | Goldmedaille | Goldmedaille                  | Goldmedaille | Silbermedaille | Silbermedaille       | Silbermedaille | Bronzemedaille | Bronzemedaille                   | Bronzemedaille |
| Klasse | Land         | Sportler                      | Zeit (min)   | Land           | Sportler             | Zeit (min)     | Land           | Sportler                         | Zeit (min)     |
| ------ | ------------ | ----------------------------- | ------------ | -------------- | -------------------- | -------------- | -------------- | -------------------------------- | -------------- |
| S3     | ITA          | Arjola Trimi                  | 1:30,22      | USA            | Leanne Smith         | 1:37,68        | RPC            | Julija Schischowa                | 1:49,63        |
| S5     | GBR          | Tully Kearney                 | 1:14,39      | CHN            | Zhang Li             | 1:17,80        | ITA            | Monica Boggioni                  | 1:22,43        |
| S7     | ITA          | Giulia Terzi                  | 1:09,21      | USA            | McKenzie Coan        | 1:10,22        | UKR CHN        | Jelysaweta Mereschko Jiang Yuyan | 1:11,07        |
| S9     | NZL          | Sophie Pascoe                 | 1:02,37      | ESP            | Sarai Gascon         | 1:02,77        | BRA            | Mariana Ribeiro                  | 1:03,39        |
| S10    | CAN          | Aurelie Rivard                | 0:58,14      | NED            | Chantalle Zijderveld | 1:00,23        | NED            | Lisa Kruger                      | 1:00,68        |
| S11    | CHN          | Li Guizhi                     | 1:05,87      | NED            | Liesette Bruinsma    | 1:06,55        | CHN            | Cai Liwen                        | 1:06,56        |
| S12    | BRA          | Maria Carolina Gomes Santiago | 0:59,01      | RPC            | Darja Pikalowa       | 0:59,13        | GBR            | Hannah Russell                   | 1:00,25        |

### 200 Meter Freistil
| Klasse | Goldmedaille | Goldmedaille        | Goldmedaille | Silbermedaille | Silbermedaille | Silbermedaille | Bronzemedaille | Bronzemedaille         | Bronzemedaille |
| Klasse | Land         | Sportler            | Zeit (min)   | Land           | Sportler       | Zeit (min)     | Land           | Sportler               | Zeit (min)     |
| ------ | ------------ | ------------------- | ------------ | -------------- | -------------- | -------------- | -------------- | ---------------------- | -------------- |
| S5     | CHN          | Zhang Li            | 2:46,53      | GBR            | Tully Kearney  | 2:46,65        | ITA            | Monica Boggioni        | 2:55,70        |
| S14    | RPC          | Walerija Schabalina | 2:03,71      | GBR            | Bethany Firth  | 2:03,99        | GBR            | Jessica-Jane Applegate | 2:09,53        |

### 400 Meter Freistil
| Klasse | Goldmedaille | Goldmedaille       | Goldmedaille | Silbermedaille | Silbermedaille       | Silbermedaille | Bronzemedaille | Bronzemedaille          | Bronzemedaille |
| Klasse | Land         | Sportler           | Zeit (min)   | Land           | Sportler             | Zeit (min)     | Land           | Sportler                | Zeit (min)     |
| ------ | ------------ | ------------------ | ------------ | -------------- | -------------------- | -------------- | -------------- | ----------------------- | -------------- |
| S6     | CHN          | Jiang Yuyan        | 5:04,57      | UKR            | Jelysaweta Mereschko | 5:12,61        | SUI            | Nora Meister            | 5:19,67        |
| S7     | USA          | McKenzie Coan      | 5:05,84      | ITA            | Giulia Terzi         | 5:06,32        | USA            | Julia Gaffney           | 5:11,89        |
| S8     | USA          | Morgan Stickney    | 4:42,39      | USA            | Jessica Long         | 4:43,41        | ITA            | Xenia Francesca Palazzo | 4:56,79        |
| S9     | AUS          | Lakeisha Patterson | 4:36,68      | HUN            | Zsófia Konkoly       | 4:36,76        | GBR            | Toni Shaw               | 4:39,32        |
| S10    | CAN          | Aurélie Rivard     | 4:24,08      | HUN            | Bianka Pap           | 4:29,83        | POL            | Oliwia Jabłońska        | 4:33,20        |
| S11    | USA          | Anastasia Pagonis  | 4:54,49      | NED            | Liesette Brunisma    | 5:05,34        | CHN            | Cai Liwen               | 5:07,56        |
| S13    | UKR          | Anna Stezenko      | 4:23,92      | ITA            | Carlotta Gilli       | 4:26,14        | AUS            | Katja Dedekind          | 4:35,87        |

### 50 Meter Rücken
| Klasse | Goldmedaille | Goldmedaille | Goldmedaille | Silbermedaille | Silbermedaille | Silbermedaille | Bronzemedaille | Bronzemedaille          | Bronzemedaille |
| Klasse | Land         | Sportler     | Zeit (m)     | Land           | Sportler       | Zeit (m)       | Land           | Sportler                | Zeit (m)       |
| ------ | ------------ | ------------ | ------------ | -------------- | -------------- | -------------- | -------------- | ----------------------- | -------------- |
| S2     | SGP          | Yip Pin Xiu  | 1:02,04      | JPN            | Miyuki Yamada  | 1:06,98        | CHN            | Feng Yazhu              | 1:11,55        |
| S3     | ITA          | Arjola Trimi | 0:51,34      | GBR            | Ellie Challis  | 0:55,11        | RPC            | Julija Schischowa       | 0:57,03        |
| S4     | CHN          | Liu Yu       | 0:44,68      | CHN            | Zhou Yanfei    | 0:48,62        | GRE            | Alexandra Stamatopoulou | 0:49,63        |
| S5     | CHN          | Lu Dong      | 0:37,18      | ESP            | Teresa Perales | 0:43,02        | TUR            | Sevilay Öztürk          | 0:43,48        |

### 100 Meter Rücken
| Klasse | Goldmedaille | Goldmedaille      | Goldmedaille | Silbermedaille | Silbermedaille      | Silbermedaille | Bronzemedaille | Bronzemedaille                | Bronzemedaille |
| Klasse | Land         | Sportler          | Zeit (min)   | Land           | Sportler            | Zeit (min)     | Land           | Sportler                      | Zeit (min)     |
| ------ | ------------ | ----------------- | ------------ | -------------- | ------------------- | -------------- | -------------- | ----------------------------- | -------------- |
| S2     | SGP          | Yip Pin Xiu       | 2:16,61      | JPN            | Miyuki Yamada       | 2:26,18        | MEX            | Fabiola Ramirez               | 2:36,54        |
| S6     | USA          | Elizabeth Marks   | 1:19,57      | CHN            | Jiang Yuyan         | 1:20,65        | GER            | Verena Schott                 | 1:21,16        |
| S7     | USA          | Mallory Weggemann | 1:21,27      | CAN            | Danielle Dorris     | 1:21,91        | USA            | Julia Gaffney                 | 1:22,02        |
| S8     | NZL          | Tupou Neiufi      | 1:16,84      | UKR            | Kateryna Denyssenko | 1:18,31        | USA            | Jessica Long                  | 1:18,55        |
| S9     | USA          | Hannah Aspden     | 1:09,22      | ESP            | Nuria Marques Soto  | 1:10,26        | NZL            | Sophie Pascoe                 | 1:11,15        |
| S10    | HUN          | Bianka Pap        | 1:06,70      | CAN            | Aurélie Rivard      | 1:08,94        | NED            | Lisa Kruger                   | 1:09,44        |
| S11    | CHN          | Cai Liwen         | 1:13,46      | CHN            | Wang Xinyi          | 1:13,71        | CHN            | Li Guizhi                     | 1:16,98        |
| S12    | GBR          | Hannah Russell    | 1:08,44      | RPC            | Darja Pikalowa      | 1:08,76        | BRA            | Maria Carolina Gomes Santiago | 1:09,18        |
| S13    | USA          | Gia Pergolini     | 1:04,64      | ITA            | Carlotta Gilli      | 1:06,10        | AUS            | Katja Dedekind                | 1:06,49        |
| S14    | GBR          | Bethany Firth     | 1:05,92      | RPC            | Walerija Schabalina | 1:06,85        | GBR            | Jessica-Jane Applegate        | 1:07,93        |

### 50 Meter Schmetterling
| Klasse | Goldmedaille | Goldmedaille    | Goldmedaille | Silbermedaille | Silbermedaille          | Silbermedaille | Bronzemedaille | Bronzemedaille  | Bronzemedaille |
| Klasse | Land         | Sportler        | Zeit (s)     | Land           | Sportler                | Zeit (s)       | Land           | Sportler        | Zeit (s)       |
| ------ | ------------ | --------------- | ------------ | -------------- | ----------------------- | -------------- | -------------- | --------------- | -------------- |
| S5     | CHN          | Lu Dong         | 39,54        | ESP            | Marta Fernandez Infante | 40,22          | CHN            | Cheng Jiao      | 43,04          |
| S6     | CHN          | Jiang Yuyan     | 34,69        | IRL            | Nicole Turner           | 36,30          | USA            | Elizabeth Marks | 36,83          |
| S7     | CAN          | Danielle Dorris | 32,99        | USA            | Mallory Weggemann       | 34,30          | ITA            | Giulia Terzi    | 34,32          |

### 100 Meter Schmetterling
| Klasse | Goldmedaille | Goldmedaille        | Goldmedaille | Silbermedaille | Silbermedaille           | Silbermedaille | Bronzemedaille | Bronzemedaille                    | Bronzemedaille |
| Klasse | Land         | Sportler            | Zeit (min)   | Land           | Sportler                 | Zeit (min)     | Land           | Sportler                          | Zeit (min)     |
| ------ | ------------ | ------------------- | ------------ | -------------- | ------------------------ | -------------- | -------------- | --------------------------------- | -------------- |
| S8     | USA          | Jessica Long        | 1:09,87      | RPC            | Wiktorija Ischtschiulowa | 1:10,08        | COL            | Laura Carolina González Rodríguez | 1:20,93        |
| S9     | HUN          | Zsófia Konkoly      | 1:06,55      | USA            | Elizabeth Smith          | 1:08,22        | ESP            | Sarai Gascón Moreno               | 1:08,43        |
| S10    | USA          | Mikaela Jenkins     | 1:07,52      | AUS            | Jasmine Greenwood        | 1:07,89        | NED            | Chantalle Zijderveld              | 1:07,91        |
| S13    | ITA          | Carlotta Gilli      | 1:02,65      | ITA            | Alessia Berra            | 1:05,67        | RPC            | Darja Pikalowa                    | 1:05,86        |
| S14    | RPC          | Walerija Schabalina | 1:03,59      | AUS            | Paige Leonhardt          | 1:05,48        | AUS            | Ruby Storm                        | 1:06,50        |

### 50 Meter Brust
| Klasse | Goldmedaille | Goldmedaille            | Goldmedaille | Silbermedaille | Silbermedaille  | Silbermedaille | Bronzemedaille | Bronzemedaille       | Bronzemedaille |
| Klasse | Land         | Sportler                | Zeit (min)   | Land           | Sportler        | Zeit (min)     | Land           | Sportler             | Zeit (min)     |
| ------ | ------------ | ----------------------- | ------------ | -------------- | --------------- | -------------- | -------------- | -------------------- | -------------- |
| SB3    | ESP          | Marta Fernandez Infante | 0:58,21      | RPC            | Natalja Butkowa | 1:00,54        | MEX            | Nely Miranda Herrera | 1:01,60        |

### 100 Meter Brust
| Klasse | Goldmedaille | Goldmedaille                  | Goldmedaille | Silbermedaille | Silbermedaille   | Silbermedaille | Bronzemedaille | Bronzemedaille          | Bronzemedaille |
| Klasse | Land         | Sportler                      | Zeit (min)   | Land           | Sportler         | Zeit (min)     | Land           | Sportler                | Zeit (min)     |
| ------ | ------------ | ----------------------------- | ------------ | -------------- | ---------------- | -------------- | -------------- | ----------------------- | -------------- |
| SB4    | HUN          | Fanni Illes                   | 1:44,41      | ITA            | Giulia Ghiretti  | 1:50,36        | CHN            | Yao Cuan                | 1:50,77        |
| SB5    | UKR          | Jelysaweta Mereschko          | 1:40,59      | GBR            | Grace Harvey     | 1:42,22        | GER            | Verena Schott           | 1:43,61        |
| SB6    | GBR          | Maisie Summers-Newton         | 1:32,34      | CHN            | Liu Daomin       | 1:33,30        | USA            | Sophia Herzog           | 1:36,06        |
| SB7    | RPC          | Marija Pawlowa                | 1:31,44      | USA            | Jessica Long     | 1:34,82        | AUS            | Tiffany Thomas Kane     | 1:35,02        |
| SB8    | IRL          | Ellen Keane                   | 1:19,93      | NZL            | Sophie Pascoe    | 1:20,32        | RPC            | Adelina Rasetdinowa     | 1:24,77        |
| SB9    | NED          | Chantalle Zijderveld          | 1:10,99      | NED            | Lisa Kruger      | 1:13,91        | AUS            | Keira Stephens          | 1:17,59        |
| SB11   | CYP          | Karolina Pelendritou          | 1:19,78      | CHN            | Ma Jia           | 1:19,82        | UKR            | Jana Bereschna          | 1:27,02        |
| SB12   | BRA          | Maria Carolina Gomes Santiago | 1:14,89      | RPC            | Darja Lukjanenko | 1:17,55        | UKR            | Jaryna Matlo            | 1:20,31        |
| SB13   | GER          | Elena Krawzow                 | 1:13,46      | GBR            | Rebecca Redfern  | 1:14,10        | USA            | Colleen Young           | 1:15,69        |
| SB14   | ESP          | Michelle Alonso Morales       | 1:12,02      | GBR            | Louise Fiddes    | 1:15,93        | BRA            | Beatriz Borges Carneiro | 1:17,61        |

### 150 Meter Lagen
| Klasse | Goldmedaille | Goldmedaille | Goldmedaille | Silbermedaille | Silbermedaille | Silbermedaille | Bronzemedaille | Bronzemedaille  | Bronzemedaille |
| Klasse | Land         | Sportler     | Zeit (min)   | Land           | Sportler       | Zeit (min)     | Land           | Sportler        | Zeit (min)     |
| ------ | ------------ | ------------ | ------------ | -------------- | -------------- | -------------- | -------------- | --------------- | -------------- |
| SM4    | CHN          | Liu Yu       | 2:41,91      | CHN            | Zhou Yanfei    | 2:47,41        | RPC            | Natalja Butkowa | 2:53,25        |

### 200 Meter Lagen
| Klasse | Goldmedaille | Goldmedaille         | Goldmedaille | Silbermedaille | Silbermedaille          | Silbermedaille | Bronzemedaille | Bronzemedaille              | Bronzemedaille |
| Klasse | Land         | Sportler             | Zeit (min)   | Land           | Sportler                | Zeit (min)     | Land           | Sportler                    | Zeit (min)     |
| ------ | ------------ | -------------------- | ------------ | -------------- | ----------------------- | -------------- | -------------- | --------------------------- | -------------- |
| SM5    | CHN          | Lu Dong              | 3:20,53      | CHN            | Cheng Jiao              | 3:20,80        | ITA            | Monica Boggioni             | 3:39,50        |
| SM6    | GBR          | Maisie Summer-Newton | 2:56,68      | UKR            | Jelysaweta Mereschko    | 2:58,04        | GER            | Verena Schott               | 2:59,09        |
| SM7    | USA          | Mallory Weggemann    | 2:55,48      | USA            | Ahalya Lettenberger     | 3:02,82        | AUS            | Tiffany Thomas Kane         | 3:03,11        |
| SM8    | USA          | Jessica Long         | 2:41,49      | ITA            | Xenia Francesca Palazzo | 2:47,86        | RPC            | Marija Pawlowa              | 2:48,63        |
| SM9    | NZL          | Sophie Pascoe        | 2:32,73      | HUN            | Zsófia Konkoly          | 2:33,00        | ESP            | Nuria Marques Soto          | 2:35,64        |
| SM10   | NED          | Chantalle Zijderveld | 2:24,85      | HUN            | Bianka Pap              | 2:26,12        | NED            | Lisa Kruger                 | 2:27,86        |
| SM11   | CHN          | Ma Jia               | 2:42,14      | CHN            | Cai Liwen               | 2:42,91        | USA            | Anastasia Pagonis           | 2:45,61        |
| SM13   | ITA          | Carlotta Gilli       | 2:21,44      | USA            | Colleen Young           | 2:26,80        | UZB            | Shokhsanamkhon Toshpulatova | 2:27,92        |
| SM14   | RPC          | Walerija Schabalina  | 2:20,99      | GBR            | Bethany Firth           | 2:23,19        | GBR            | Louise Fiddes               | 2:29,21        |

### 4 × 100 Meter Freistil Staffel
| Klasse    | Goldmedaille | Goldmedaille                                                             | Goldmedaille | Silbermedaille | Silbermedaille                                                | Silbermedaille | Bronzemedaille | Bronzemedaille                                             | Bronzemedaille |
| Klasse    | Land         | Sportler                                                                 | Zeit (min)   | Land           | Sportler                                                      | Zeit (min)     | Land           | Sportler                                                   | Zeit (min)     |
| --------- | ------------ | ------------------------------------------------------------------------ | ------------ | -------------- | ------------------------------------------------------------- | -------------- | -------------- | ---------------------------------------------------------- | -------------- |
| 34 Punkte | ITA          | Xenia Francesca Palazzo Vittoria Bianco Giulia Terzi Alessia Scortechini | 4:24,85      | AUS            | Ellie Cole Isabella Vincent Emily Beecroft Ashleigh McConnell | 4:26,82        | CAN            | Morgan Bird Katarina Roxon Sabrina Duchesne Aurélie Rivard | 4:30,40        |

### 4 × 100 Meter Lagen Staffel
| Klasse    | Goldmedaille | Goldmedaille                                               | Goldmedaille | Silbermedaille | Silbermedaille                                                              | Silbermedaille | Bronzemedaille | Bronzemedaille                                            | Bronzemedaille |
| Klasse    | Land         | Sportler                                                   | Zeit (min)   | Land           | Sportler                                                                    | Zeit (min)     | Land           | Sportler                                                  | Zeit (min)     |
| --------- | ------------ | ---------------------------------------------------------- | ------------ | -------------- | --------------------------------------------------------------------------- | -------------- | -------------- | --------------------------------------------------------- | -------------- |
| 34 Punkte | USA          | Hannah Aspden Mikaela Jenkins Jessica Long Morgan Stickney | 4:52,40      | RPC            | Anastassija Gontar Jelisaweta Sidorenko Wiktorija Ischtschiulowa Ani Palian | 4:55,55        | AUS            | Ellie Cole Keira Stephens Emily Beecroft Isabella Vincent | 4:55,70        |

## Ergebnisse Mixed

### 4 × 50 Meter Freistil Staffel
| Klasse    | Goldmedaille | Goldmedaille                          | Goldmedaille | Silbermedaille | Silbermedaille                                          | Silbermedaille | Bronzemedaille | Bronzemedaille                                                            | Bronzemedaille |
| Klasse    | Land         | Sportler                              | Zeit (min)   | Land           | Sportler                                                | Zeit (min)     | Land           | Sportler                                                                  | Zeit (min)     |
| --------- | ------------ | ------------------------------------- | ------------ | -------------- | ------------------------------------------------------- | -------------- | -------------- | ------------------------------------------------------------------------- | -------------- |
| 20 Punkte | CHN          | Zhang Li Zheng Tao Yuan Weiyi Lu Dong | 2:15,49      | ITA            | Giulia Terzi Arjola Trimi Luigi Beggiato Antonio Fantin | 2:21,45        | BRA            | Patricia Pereira Daniel de Faria Dias Joana da Silva Neves Talisson Glock | 2:24,82        |

### 4 × 100 Meter Freistil Staffel
| Klasse    | Goldmedaille | Goldmedaille                                                     | Goldmedaille | Silbermedaille | Silbermedaille                                                        | Silbermedaille | Bronzemedaille | Bronzemedaille                                                          | Bronzemedaille |
| Klasse    | Land         | Sportler                                                         | Zeit (min)   | Land           | Sportler                                                              | Zeit (min)     | Land           | Sportler                                                                | Zeit (min)     |
| --------- | ------------ | ---------------------------------------------------------------- | ------------ | -------------- | --------------------------------------------------------------------- | -------------- | -------------- | ----------------------------------------------------------------------- | -------------- |
| 49 Punkte | RPC          | Ilnur Garipow Anna Kriwschina Darja Pikalowa Wladimir Sotnikow   | 3:53,79      | BRA            | Wendell Pereira Douglas Matera Lucilene Sousa Maria Carolina Santiago | 3:54,95        | UKR            | Maryna Piddubna Maksym Weraksa Anna Stezenko Kyrylo Haraschtschenko     | 3:55,15        |
| S14       | GBR          | Reece Dunn Bethany Firth Jessica-Jane Applegate Jordan Catchpole | 3:40,63      | AUS            | Ricky Betar Benjamin Hance Ruby Storm Madeleine McTernan              | 3:46,38        | BRA            | Gabriel Bandeira Ana Karolina Oliveira Débora Carneiro Felipe Vila Real | 3:51,23        |